# Els Figuerals
Els Figuerals és una muntanya de 443 metres que es troba entre els municipis d'Alella, a la comarca del Maresme i de Santa Maria de Martorelles, a la comarca del Vallès Oriental.